# Akna
Pour la déesse de la maternité et de la naissance dans la religion maya, voir Akna (maya).
Dans la mythologie inuit, Akna ("mère") est la déesse de la fertilité et de l'accouchement.